# Guillem Lamormaini
Guillem Lamormaini (Dochamps, 8 de gener de 1571 - Viena, 22 de febrer de 1648) va ser un teòleg jesuïta i figura clau en la cort de l'emperador Ferran II d'Habsburg, del qui va ser el seu confessor.

## Biografia
Lamormaini va néixer a Dochamps (actual Manhay), al Ducat de Luxemburg. El seu pare, Everard Germain, era un granger natiu de 'Lamorménil' (d'on deriva el cognom La-mor-maini). Lamormaini va estudiar en primer lloc al gymnasium de Trèveris, per després partir a Praga on es va doctorar. El 1590 va entrar en la Companyia de Jesús. Va ser ordenat sacerdot el 1596, sent anomenat a la Universitat de Graz com a professor de filosofia el 1600, nomenat professor de teologia el 1606, i finalment el 1614 rector del Col·legi dels Jesuïtes d'aquesta mateixa ciutat.
Entre els anys 1621 i 1623 va estar a Roma, per després passar a ser rector del Col·legi dels Jesuïtes de Viena, i el 1637 rector del col·legi acadèmic d'aquesta mateixa ciutat (l'actual universitat). De 1643 a 1645 va ser provincial de la seva ordre a Àustria, càrrec que es va veure obligat a abandonar a causa de la gota. Durant els seus últims anys de vida va establir un seminari per a estudiants pobres a Viena, el "Ignatius- und Franciskus-Seminarium für Stipendisten".
Després de la mort del seu company jesuïta Martin Becanus el 1624, va esdevenir el nou confessor de l'emperador Ferran II, a més d'en el seu conseller, la qual cosa va fer que els seus enemics afirmessin que era ell, i no l'emperador, el que dirigia les destinacions de l'Imperi. Quan els protestants van ser obligats a retornar les propietats eclesiàstiques arrabassades als catòlics (Edicte de Restitució de 1629), Lamormaini va tenir una influència clau per utilitzar aquest fet per propagar la fe catòlica. Lamormaini també va pendre part en el procés contra Wallenstein (gener de 1634). Va haver de suportar una situació incòmoda quan els monàrquics espanyols el van acusar de donar suport a la causa de l'enemic francès, fet pel qual van tractar de bandejar-li de la cort. Malgrat tot Lamormaini va ser capaç de justificar-se així mateix.
Li va ser oferta una gran summa pel Senat d'Hamburg en reconeixement pels seus serveis per a l'elecció de l'arxiduc Ferran com a rei de romans. La ciutat d'Augsburg, també en reconeixement dels seus serveis, va fer erigir un costós altar a l'Església de Viena. Va morir a Viena.
Gràcies al seu consell, moltes institucions jesuïtes van ser establertes al llarg de l'Imperi. Va ser el líder de la Contrareforma a Àustria, Estiria, Bohèmia i Moravia.

## Obra
- (Biografia de l'emperador Fernando II) "Ferdinand II, Romanorum Imperatoris, Virtutes" Viena, 1638